# Francisco Hernandez de Toledo
Francisco Hernandez de Toledo (* 1514 oder 1517 in La Puebla de Montalbán; † 28. Januar 1587 in Madrid) war ein spanischer Arzt und Naturforscher. Sein offizielles botanisches Autorenkürzel lautet „F.Hern.“.

## Leben und Wirken

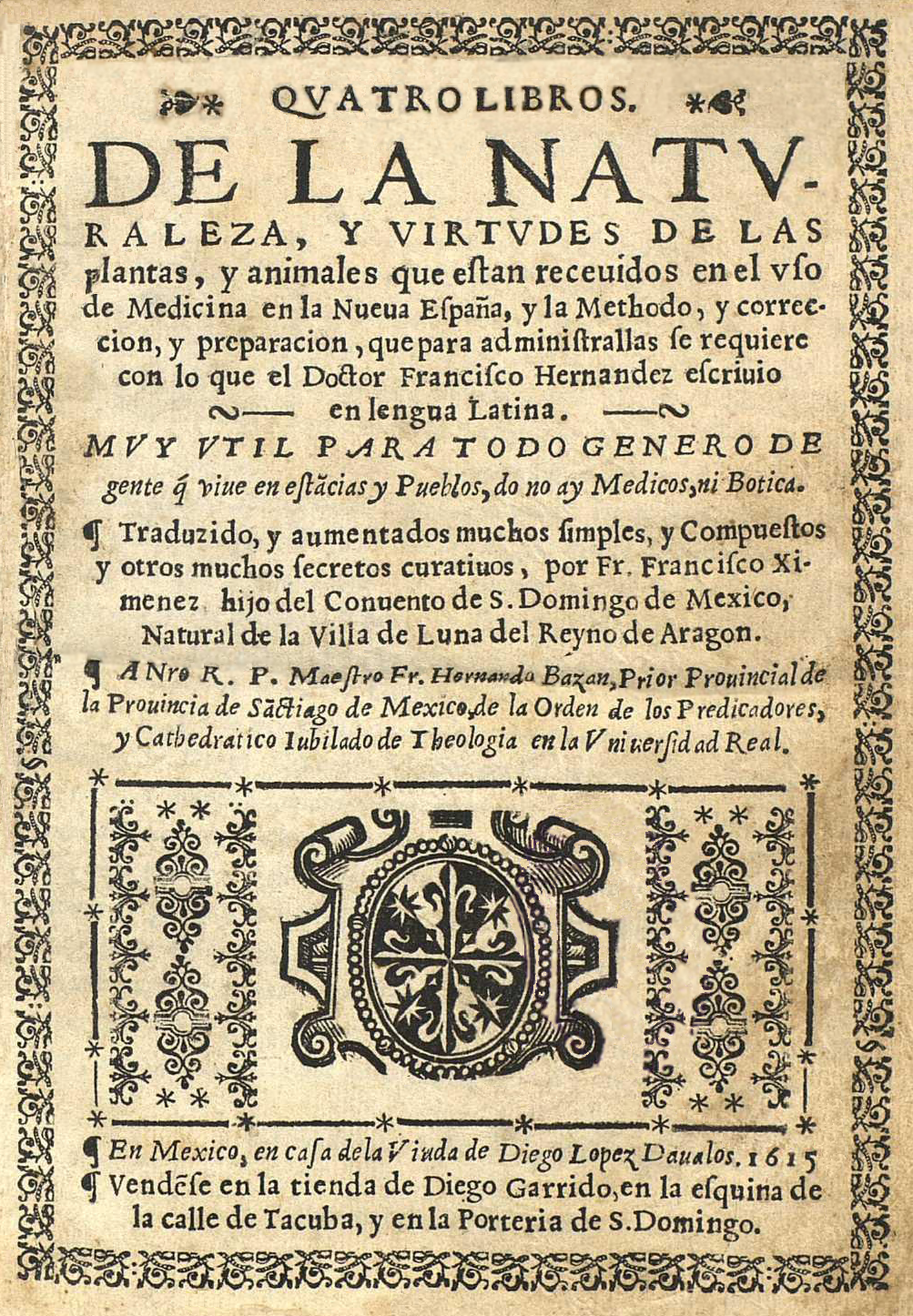
Quatro libros de la naturaleza y virtudes de las plantas y animales. México: 1615.

Francisco Hernández, der jüdische Wurzeln hatte, studierte 1530 bis 1536 an der Universität Alcalá Medizin. Danach arbeitete er als Arzt in Torrijos und später im Krankenhaus des Klosters von Guadalupe. Er war klassisch und philosophisch gebildet, stand mit führenden Ärzten und Wissenschaftlern in Kontakt (Andreas Vesalius, Juanelo Turriano, Juan de Herrera, Benito Arias Montano) und begann auch botanische Studien. Wissenschaftliche Anerkennung fand er mit seinen Studien über die medizinischen Wirkungen von Pflanzen und einer spanischen Übersetzung der Naturgeschichte von Plinius dem Älteren.
1567 wurde er Leibarzt König Philipps II. von Spanien. Aufgrund von Schwierigkeiten mit der Inquisition schickte ihn dieser aber als Naturforscher auf Expedition nach Mittelamerika. Im August 1570 brach er im Auftrag des Königs von seinem Wohnort Sevilla zur ersten modernen naturwissenschaftlichen Expedition in die Neue Welt auf. Er wurde u. a. von seinem Sohn Juan und dem Kosmografen Francisco Domínguez begleitet. Nach einer sechsmonatigen Überfahrt, bei der sie die Kanarischen Inseln, Haiti, Hispaniola und Kuba besuchten, erreichte er im Februar 1571 Veracruz und reiste von dort nach Mexiko-Stadt, das Ausgangspunkt seiner künftigen Reisen war. Er reiste nach Mexiko und wahrscheinlich auch in der Nachbarschaft, kam aber nicht wie ursprünglich geplant nach Peru und noch nicht einmal nach Guatemala. Auch der Kontakt zu einheimischen Ärzten, die er eigentlich überwachen sollte, war aufgrund des Misstrauens der Inquisition schwierig (ihm gelang es aber während einer Gelbfieberepidemie 1576 Leichen zu sezieren).
In Neuspanien sammelten Hernández und seine indianischen Begleiter zahlreiche Pflanzen, Tiere und Mineralien. Er nutzte das Wissen der einheimischen Indianer um Heil- und Giftpflanzen, lernte ihre Sprache (Nahuatl) und befragte sie. Hernández beschrieb die Funde und ließ Zeichnungen von ihnen anfertigen. 1577 brachte er nach einem siebenjährigen Aufenthalt insgesamt 17 umfangreiche Bände, davon sieben mit Beschreibungen und zehn mit Zeichnungen, nach Spanien zurück. Er beschrieb allein 3000 der westlichen Welt damals größtenteils unbekannte Pflanzenarten (und 500 Tierarten). In Spanien war er nach seiner Rückkehr der Leibarzt des Infanten, des späteren Philipp III.
Hernández wollte seine Reiseergebnisse in drei Fassungen herausgeben: in lateinischer Sprache für die europäischen Wissenschaftler, in Spanisch für seine Landsleute und in Nahuatl für die Einwohner von Neuspanien. Die Veröffentlichung seiner, oft unter schwierigen Umständen zusammengetragenen, Arbeit blieb ihm jedoch verwehrt. Philip der II. übergab die Bände der Bibliothek von El Escorial zur Aufbewahrung. Dort wurden sie im Sommer 1671 durch einen Brand zerstört. Es waren aber genügend Abschriften in Umlauf von Wissenschaftlern, die seine Aufzeichnungen studiert hatten. Eine erneute Teilausgabe seiner Werke erfolgte im Jahre 1790 durch Casimiro Gómez Ortega mit Hilfe des im Colegio Imperial de los Jesuitas in Madrid gefundenen Werkes „Francisci Hernandi, medici atque historici Philippi II, hispan et indiar. Regis, et totius novi orbis archiatri. Opera, cum edita, tum medita, ad autobiographi fidem et jusu regio“.

## Ehrungen
Charles Plumier benannte ihm zu Ehren die Gattung Hernandia der Pflanzenfamilie der Hernandiaceae. Carl von Linné übernahm später diesen Namen.

## Schriften
- Obras Completas, 7 Bände, Publicación del el Instituto de Biología de la Universidad Nacional Autónoma de México, 1959 bis 1985 (Herausgeber Isaac Ochotorena Mendieta, der eine erste Version der Historia de las Plantas de Nueva España von Hernandez schon 1942 bis 1946 herausgab)
  - Historia de las Plantas de Nueva España, 3 Bände (online).
- Plantas y Animales de la Nueva Espana, y sus virtudes por Francisco Hernandez, y de Latin en Romance por Fr. Francisco Ximénez, Mexiko 1615
- Francisci Hernandez rerum medicarum Novae Hispaniae Thesaurus, Rom 1628 (herausgegeben von Frederico Cesi)
- Nova plantarum, animalium et mineralium mexicanorum historia a Francisco Hernández in indis primum compilata, de inde a Nardo Antonio Reccho in volumen digesta, Rom: Vital Mascardi, 1648 (Herausgeber Johannes Schreck, Fabio Colonna)

## Nachweise

## Weitere Literatur
- Simon Varey (Hrsg.): The Mexican treasury: the writings of Dr Francisco Hernández. Stanford University Press, 2000, ISBN 0-8047-3963-3.
- Simon Varey, Rafael Chabrán und Dora B. Weiner (Hrsg.): Searching for the secrets of nature: the life and works of Dr Francisco Hernández. Stanford University Press, 2000, ISBN 0-8047-3964-1.